# Monster (film 2014)
Monster (몬스터?, MonseuteoLR) è un film sudcoreano del 2014 scritto e diretto da Hwang In-ho.

## Trama
Coraggiosa, indipendente e aggressiva, Bok-soon è soprannominata "cagna psicopatica" nel quartiere a causa del suo strano comportamento. Lenta e non molto intelligente a causa di un disturbo dello sviluppo, si guadagna da vivere gestendo una bancarella al mercato insieme alla sorella minore Eun-jeong, che ama più della sua stessa vita. Quando Tae-soo, un uomo che vive solo nella foresta, uccide Eun-jeong perché potrebbe aver scoperto il suo stile di vita criminale, Bok-soon viene consumata dal dolore e dalla rabbia, e inizia a meditare vendetta insieme a Na-ri, una ragazza alla quale Tae-soo dà la caccia.